# Eirik Verås Larsen
Eirik Verås Larsen (Flekkefjord, 26 marzo 1976) è un canoista norvegese.
Ha vinto una medaglia d'oro nel K1 1000 m, e una di bronzo nel K2 1000 m (in coppia con Nils Olav Fjeldheim ai Giochi olimpici di Atene 2004. Inoltre è stato campione europeo e mondiale in più occasioni.
È sposato con Mira Verås Larsen, anch'essa canoista specializzata nel K1.

## Palmarès
- Olimpiadi

Atene 2004: oro nel K1 1000 m e bronzo nel K2 1000 m.
Pechino 2008: argento nel K1 1000 m.
Londra 2012: oro nel K1 1000 m.
- Mondiali

2001 - Poznań: oro nel K2 1000 m.
2002 - Siviglia: oro nel K1 1000 m e argento nel K2 1000 m.
2005 - Zagabria: oro nel K1 1000 m.
2007 - Duisburg: bronzo nel K1 1000 m.
2011 - Seghedino: bronzo nel K1 1000 m.
- Campionati europei di canoa/kayak sprint

Poznań 2000: oro nel K2 1000m.
Milano 2001: oro nel K2 1000m e bronzo nel K1 1000m.
Seghedino 2002: bronzo nel K2 1000m.
Poznań 2004: oro nel K1 1000m e nel K2 1000m.
Poznań 2005: oro nel K1 1000m.
Pontevedra 2007: oro nel K1 1000m.
Brandeburgo 2009: oro nel K2 1000m.
Belgrado 2011: argento nel K1 5000m.